# 戟状蟹甲草
戟状蟹甲草（学名：Parasenecio hastiformis）是菊科蟹甲草属的植物，是中国的特有植物。分布在中国大陆的云南等地，生长于海拔2,400米的地区，见于山谷溪边，目前尚未由人工引种栽培。